# 日下淳
日下 淳（くさか きよし、1958年 - ）は、日本のジャーナリスト。元日本経済新聞社国際部記者、欧州編集総局長。専門は国際経済。

## 来歴
静岡県静岡市に生まれる。1976年、静岡県立静岡高等学校を経て、東京大学経済学部を卒業した。
1980年、日本経済新聞社に入社し、産業部、名古屋支社、東京経済部、国際部の記者を歴任する。
1986年、ウィスコンシン大学マディソン校特別留学生となり、ジャーナリズム&マスコミュニケーション論を学ぶ（1987年まで）。1990年、ブリュッセル支局長となる。1995年に国際部次長、英文編集部次長に就任した。2001年、社長室･国際本部部長（経営計画・国際事業）となる。2005年からは英文版 (The Nikkei Weekly & The Nikkei Net Interactive)編集長を務めた。
2007年、欧州編集総局長に就任する。2010年「あらたにす」（日経･朝日･読売傘下Webメディア）編集長となる。
2011年からOCS、常務･専務取締役に就任する。
2014年に日本経済研究センター主任研究員となった（2023年1月まで）。

## 著書
- 『「ポスト冷戦後」時代の　新・EU論（2023年度版）：大学生のためのテキスト』 Independently published 2023.4
- 『東海道を歩こう、地域を見よう、日本を語ろう 街道500キロが映す平成ニッポン』 講談社エディトリアル 2015.9
- 『EU統合 草の根の現実: 一つの欧州への夢と戸惑い』 日経BPマーケティング 日本経済新聞出版社 1995.8

### 共著
- 『イギリス経済再生の真実: なにが15年景気を生み出したのか』 日経BPマーケティング 日本経済新聞出版社 2007.11